# Daniel García Rodríguez
Daniel García Rodríguez (* 21. September 1987 in Salamanca), auch unter dem Namen Toti bekannt, ist ein ehemaliger spanischer Fußballspieler.

## Karriere
Das Fußballspielen erlernte Sergio bei UD Salamanca in Spanien. Seinen ersten Vertrag unterschrieb er 2005 auch bei seinem Jugendverein. Hier wurde er zunächst im B-Team eingesetzt und ab 2007 auch in der ersten Mannschaft. Salamanca spielte in der Segunda División und ist in Salamanca beheimatet. 2011 wechselte er nach Granada zum FC Granada. In Granada kam er nicht zum Einsatz, da er die komplette Vertragslaufzeit ausgeliehen wurde. Die erste Ausleihe 2011 führte ihn nach Cádiz zum Zweitligisten FC Cádiz. Die nächste Ausleihe erfolgte 2012. Hier wurde er zu Hércules Alicante, einem Zweitligisten aus Alicante, ausgeliehen. Deportivo Alavés, ebenfalls ein Zweitligist, lieh in 2013 aus. 2014 wurde er dann fest von Deportivo verpflichtet. Für Deportivo stand er von 2013 bis 2015 66 Mal auf dem Platz. 2015 zog es ihn nach Asien, wo er einen Vertrag in Thailand beim damaligen Erstligisten Bangkok Glass FC unterschrieb. Nach Ende der Saison stieg der Verein in die zweite Liga, der Thai League 2, ab und änderte seinen Namen in BG Pathum United FC. Die Saison 2019 wurde er mit BG Meister der Thai League 2 und stieg somit direkt wieder in die erste Liga auf. Ende 2020 wurde er an den Ligakonkurrenten Samut Prakan City FC nach Samut Prakan ausgeliehen. Zu Beginn der Saison 2021/22 kehrte er nach Spanien zurück. Hier schloss er sich dem Fünftligisten CD Guijuelo aus Guijuelo an. Am Ende der Saison wurde er mit dem Verein Meister der Liga und stieg in die vierte Liga auf. Nach insgesamt 79 Ligaspielen, in denen er 13 Treffer erzielte, beendete er im Juli 2024 seine Karriere als Fußballspieler.

## Erfolge
BG Pathum United FC
- Thailändischer Ligapokalfinalist: 2018
- Thailändischer Zweitligameister: 2019  ▲

CD Guijuelo
- Spanischer Fünftligameister: 2021/22  ▲